# 10e arrondissement de Budapest
Le 10e arrondissement de Budapest (en hongrois : Budapest X. kerülete) ou Kőbánya  (en allemand : Steinbruch) est un arrondissement de Budapest, situé sur la rive orientale du Danube. Autrefois partie périphérique de la ville, le 10e arrondissement est depuis la réforme de 1950 un secteur péri-central. Il n'en reste pas moins qu'il reste toujours coupé du centre par la ceinture ferroviaire et manufacturière de Budapest, laquelle césure est compensée par un réseau dense de transports publics. Kőbánya est un secteur où se mêlent des quartiers de grands ensembles, des lotissements résidentiels, ainsi que de nombreuses installations industrielles. L'arrondissement est connu pour son passé minier et ses activités brassicoles. 

## Histoire
Le toponyme de ce territoire renvoie déjà à l'époque médiévale aux carrières de pierre. Kőbánya est évoquée pour la première sous le nom de Kőér dans l'acte de donation de 1244 par lequel le roi Béla IV de Hongrie l'offre à la cité de Pest. L'on y exploite alors les nombreux gisements géologiques pour fournir à la ville des matériaux de construction. Il s'y développe plusieurs formes d'industries minières, telles l'extraction de roche ou la production de céramique et de brique. Son relief est également propice au développement de la viticulture.
Dès le début du XVIIe siècle, l'activité minière y est intense. À partir de 1661, les terrains sont la propriété de la famille Wattay de Felsővatta. Le rythme des extractions croît alors en même temps que l'urbanisation de Pest. Des bâtiments tels l'Académie hongroise des sciences, la Bibliothèque universitaire ou bien encore une partie des piles du Széchenyi lánchíd sont construits avec des matériaux issus des mines de Kőbánya. L'activité minière subit un coup d'arrêt en 1890 en raison de la dangerosité du travail d'exploitation.
Au XIXe siècle, la fabrique de briques et la production viticole sont en plein essor. À cette époque, les vignes de Kőbánya sont notamment réputées pour le paysage qu'elles offrent aux promeneurs. 80 % du périmètre actuel de l'arrondissement était alors planté de vignes, c'était-à-dire la totalité des flancs d'Ó-hegy et Új-hegy. C'est à cette période qu'est construite la Tour du garde champêtre (Csősztorony) sur la cime du Ó-hegy, à 180 mètres. Le propriétaire des vignes d'Óhegy, József Havas, vend ses possessions en 1859 à Jakab Perlmutter, lequel les cède en 1862 à Antal Dréher. L'immense réseau de carrières souterraines est propice au développement d'une activité brassicole. La brasserie Dreher vient alors concurrence des unités de production ayant ouvert dans les années 1850, telles brasseries Kőbányai Serház, Perlmutter, Barber et Klusemann.

## Équipements

### Réseaux urbains
Le 10e arrondissement est quadrillé par plusieurs voies ferrées d'importance majeure, ce qui rend difficile l'organisation des transports urbains. Le principal mode de transport public reste le tramway, avec les lignes  3 28 37 62, lesquelles se croisent au niveau de Liget tér. Avec les gares de Kőbánya alsó et Kőbánya felső, cette place constitue un pôle multimodal imparfait, dans la mesure où les changements de moyen de transport ne se font pas quai à quai. 
Des modes de transports plus structurants desservent Kőbánya au niveau de ses abords, à l'instar de la ligne   entre Keleti pályaudvar et Örs vezér tere ou   entre Népliget et Kőbánya-Kispest.

### Monuments historiques

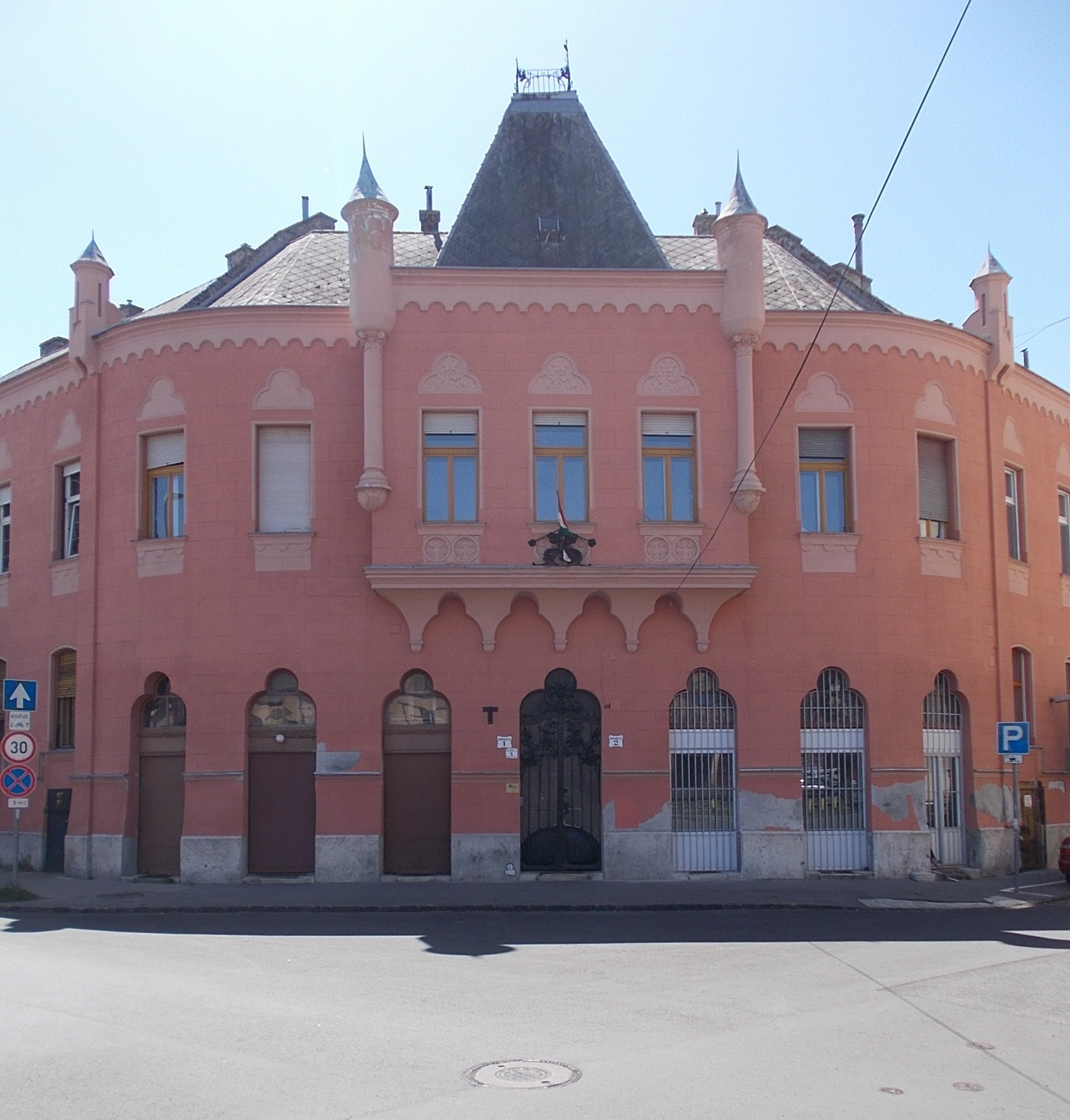
Gergely utca 1

## Organisation administrative

### Quartiers
| Quartiers               | Quartiers         | Création | Population en 2001 (hab.) | Superficie (ha) | Densité hab/km2 | Localisation                  |
| ----------------------- | ----------------- | -------- | ------------------------- | --------------- | --------------- | ----------------------------- |
| 1                       | Felsőrákos        |          | 9 283                     |                 |                 | \| 1 2 3 4 5 6 7 8 9 10 11 \| |
| 2                       | Gyárdűlő          |          | 6 968                     |                 |                 | \| 1 2 3 4 5 6 7 8 9 10 11 \| |
| 3                       | Keresztúridűlő    |          | 2 255                     |                 |                 | \| 1 2 3 4 5 6 7 8 9 10 11 \| |
| 4                       | Kőbánya-Kertváros |          | 1 888                     |                 |                 | \| 1 2 3 4 5 6 7 8 9 10 11 \| |
| 5                       | Kúttó             |          | 92                        |                 |                 | \| 1 2 3 4 5 6 7 8 9 10 11 \| |
| 6                       | Laposdűlő         |          | 7 824                     |                 |                 | \| 1 2 3 4 5 6 7 8 9 10 11 \| |
| 7                       | Ligettelek        |          | 6 134                     |                 |                 | \| 1 2 3 4 5 6 7 8 9 10 11 \| |
| 8                       | Népliget          |          | 37                        |                 |                 | \| 1 2 3 4 5 6 7 8 9 10 11 \| |
| 9                       | Óhegy             |          | 28 876                    |                 |                 | \| 1 2 3 4 5 6 7 8 9 10 11 \| |
| 10                      | Téglagyárdűlő     |          | 1 031                     |                 |                 | \| 1 2 3 4 5 6 7 8 9 10 11 \| |
| 11                      | Újhegy            |          | 16 464                    |                 |                 | \| 1 2 3 4 5 6 7 8 9 10 11 \| |
| 1 2 3 4 5 6 7 8 9 10 11 |                   |          |                           |                 |                 |                               |

## Relations internationales

### Jumelages
L'arrondissement est jumelé avec les villes suivantes :
- Bălan
- Jarosław
- Štúrovo
- Vinkovci
- Wolverhampton